# Yu Dongyue
Yu Dongyue (Chino: 喻东岳; Pinyin: Yù Dōngyuè) es un experiodista chino, encarcelado durante casi 14 años por lanzar pintura roja al gran retrato de Mao Zedong en la Puerta de Tiananmén de Pekín durante la Revuelta de la Plaza de Tiananmén de 1989.

## Detención
Yu Dongyue fue un editor de bellas artes en las Noticias de Liuyang en Hunan. En mayo de 1989 acudió en tren a Pekín con otros dos hombres: Yo Zhijian, un profesor de escuela, y Lu Decheng, un conductor de autobús. Planeaban unirse a las manifestaciones en favor del Movimiento Democrático de China. Decidieron realizar un acto que fuese recogido por los medios de comunicación que cubrían los acontecimientos de la plaza de Tiananmén. Yu Dongyue, graduado del departamento de arte de la Universidad de Profesores de Xingtan, en Hunan, tenía 21 años por aquel entonces.
El 23 de mayo los tres tiraron huevos, que habían vaciado y rellenado de pintura roja, azul y amarilla, al gran retrato de Mao Zedong colgado cerca de la plaza de Tiananmén. Las salpicaduras de pintura mancharon la cara y la camisa del fundador de la República Popular de China. De acuerdo con las noticias, otros manifestantes les asieron y les entregaron a la policía.
Los tres fueron arrestados y se les imputaron los cargos de "sabotaje contrarrevolucionario, propaganda e incitación". Los juicios se celebraron poco después, en agosto de 1989, y se les condenó a largas condenas. Lu Dencheng fue condenado a cadena perpetua, Yu Dongyue a 20 años y Yu Zhijian a 16 años. Estas condenas se cuentan entre las sentencias más duras que recibieron los manifestantes arrestados durante la Revuelta de la Plaza de Tiananmén.
Fueron apresados en la Prisión de Lingling en Dong'an, Hunan, uno de los muchos "campos de trabajo" de China. Durante su estancia en prisión, las noticias dijeron que se les trató brutalmente tras realizar "comunicados reaccionarios". Lu Decheng fue liberado en 1999 tras 10 años. Yu Zhijian fue liberado en 2000 tras 11 años.
Yu Dongyue fue trasladado más tarde a la prisión de Chishan en la ciudad de Yuanjiang, también conocida como Privisión Provincial N.º 1, otro "campo de trabajo". Tras su puesta en libertad, Lu Decheng y Yu Zhijian dijeron que Yu Dongyue parecía herido y mentalmente incapacitado. Pidieron repetidamente que se le pusiera en mano de los cuerpos médicos. Según los oficiales de prisión, Yu Dongyue no tuvo una actitud cooperativa. Hay muchas fuentes que aseguran que fue torturado y se le mantuvo durante al menos dos años en confinamiento solitario.

## Liberación
Sin embargo, en 2001 la condena de Yu Dongyue se redujo dos años, y en 2005 se redujo otros 15 meses. Se preveía su liberación el 26 de febrero, pero fue liberado cuatro días antes. De acuerdo con el testimonio de su hermano menor durante la época de su liberación, Yu Xiyue, mientras estuvo en prisión, Yu Dongyue parecía trastornado y no reconocía a los miembros de su familia o a sus antiguos amigos.
Yu Dongyue no fue perdonado mientras durante su estancia en prisión. En 2005 la Fundación Wei Jingsheng, establecida en honor de un activista muy conocido que vive en la actualidad en Estados Unidos, premió a Yu Dongyue con uno de los tres premios del año por la promoción del Movimiento Democrático de China.